# Dobre myśli
Dobre myśli – pierwszy singel Sylwii Grzeszczak i Libera od czasu wydania albumu Ona i on (2008).

## Lista utworów
- Digital download

1. „Dobre myśli” – 3:18

## Teledysk
11 maja 2018 odbyła się premiera teledysku do piosenki. W teledysku gościnnie wystąpił aktor Krzysztof Kowalewski. Teledysk był kręcony m.in. w Ogrodzie Botanicznym w Powsinie.

## Certyfikat sprzedaży i notowania
Singiel osiągnął status podwójnie platynowej płyty.

### Pozycje na listach AirPlay
| Kraj   | Lista (2018)      | Najwyższa pozycja |
| ------ | ----------------- | ----------------- |
| Polska | AirPlay – Top     | 5                 |
| Polska | AirPlay – Nowości | 1                 |

### Pozycje na radiowych listach przebojów
| Kraj   | Lista (2018)                | Najwyższa pozycja |
| ------ | --------------------------- | ----------------- |
| Polska | Radio Szczecin (SLiP)       | 3                 |
| Polska | Eska (Gorąca 20)            | 3                 |
| Polska | RMF (Poplista)              | 1                 |
| Polska | WiR (Top 15)                | 3                 |
| Polska | Zet (Lista przebojów)       | 1                 |
| Polska | RMF Maxxx (Lista przebojów) | 3                 |